# Ctenopelma parvator
Ctenopelma parvator är en stekelart som beskrevs av Aubert 1985. Ctenopelma parvator ingår i släktet Ctenopelma och familjen brokparasitsteklar. Inga underarter finns listade i Catalogue of Life.